# Ferruccio Parazzoli
Ferruccio Parazzoli (Roma, 26 agosto 1935) è uno scrittore e curatore editoriale italiano.

## Biografia
Ferruccio Parazzoli, nato a Roma nel 1935, vive a Milano. Lavora nell'editoria dove è stato a contatto con i maggiori autori del '900 e dove ha diretto per dieci anni gli Oscar Mondadori. È autore di numerosi romanzi, saggi, racconti, vincitori dei più importanti premi letterari nazionali e finalista al Premio Campiello (1977 e 1982) e al Premio Strega (1985 e 2017).
Nel 1991 è risultato vincitore al Premio Letterario Basilicata con Il barista è sempre pallido.
Con il romanzo ucronico 1994 - La nudità e la spada (1990) immagina di scrivere nel 2015, dopo un ventennio dal fatto cruciale di fine millennio: la fine cruenta del cristianesimo a causa di un colpo di Stato avvenuto nel 1994.

## Opere

### Curatele
- Questa è mia madre: venti scrittori italiani raccontano la loro madre, Milano, Edizioni paoline, 1997
- Mompracem!, Milano, Mondadori, 2011 (con Antonio Franchini e Vittorio Sarti))

### Narrativa
- O città o Milano, Roma, Coines, 1976
- Il giro del mondo, Milano, Bompiani, 1977,
- Le nozze, Milano, Bompiani, 1978
- Carolina dei miracoli, Milano, Rusconi, 1979
- Tra lo stipite e il gelso, Firenze, Pananti, 1979
- Il bicchiere rovesciato, Firenze, Pananti, 1981
- Uccelli del paradiso, Milano, Mondadori, 1982,
- Le briciole agli uccelli, Torino, Edizioni Paoline, 1984
- Il giardino delle rose, Milano, Rizzoli, 1985
- Vigilia di Natale, Milano, Rizzoli, 1987
- Gesù e le donne, Milano, Edizioni paoline, 1989
- 1994 - La nudità e la spada, Milano, Mondadori, 1990
- Il barista è sempre pallido, Milano, Club della famiglia, 1991
- La strega e il presidente, Milano, Mondadori, 1992
- Il tempo in villa, Milano, Longanesi, 1994
- Esercizi lauretani, Ancona, Transeuropa, 1995 (con altri)
- L'ago e il cammello, Milano, Longanesi, 1996
- Possibile che sia già primavera? e altri racconti, Roma, Viviani, 1997
- Ti vestirai del tuo vestito bianco, Milano, Frassinelli, 1997
- La camera alta, Milano, Mondadori, 1998
- L'angelo strabico: appunti dal cuore della notte, Gorle, Servitium, 2001
- Nessuno muore, Milano, Mondadori, 2001
- MM rossa, Milano, Mondadori, 2003
- I demoni (con Giuseppe Genna e Michele Monina), Ancona, Pequod Edizioni, 2003
- Per queste strade familiari e feroci (risorgerò), Milano, Mondadori, 2004
- L'evacuazione, Milano, Mondadori, 2005
- Piazza bella piazza, Milano, Mondadori, 2006
- Quanto so di Anna, Milano, Mondadori, 2007
- Adesso viene la notte, Milano, Mondadori, 2008
- Il tribunale dei bambini, Milano, Mondadori, 2009
- Il posto delle cornacchie: nuovi appunti dal cuore della notte, Milano, Ares, 2010
- Altare della Patria, Milano, Il Saggiatore, 2011
- La leggenda del cieco samurai, Borgomanero, Ladolfi, 2011
- Il mondo è rappresentazione, Milano, Mondadori, 2011
- Il tesoro del polpo zoppo, Milano, Mursia, 2012
- Il vecchio che guardava tramontare i tramonti, Milano, Rizzoli, 2013
- Il fantasma di Dio. Ricognizioni dal sottosuolo, Milano, il Saggiatore, 2013
- Né potere né gloria, Milano, Rizzoli, 2014
- Nessuno muore, Milano, il Saggiatore, 2014
- Infinita commedia, Milano, Rizzoli, 2015
- Il rito del saluto, Milano, Bompiani, 2016
- Amici per paura, Milano, SEM, 2017
- Missa solemnis, Milano, Bompiani, 2017
- Amici addio, Milano, SEM, 2018
- Il grande peccatore, Milano, Bompiani, 2019, ISBN 978-88-301-0000-8
- La colomba sul pino e la vecchia sotto il fico, Sansepolcro, Aboca Edizioni, 2019
- Happy hour, Milano, Rizzoli, 2020
- L'angelo, la mosca e l'anima, Milano, Paoline, 2020
- Teatro Italia, Milano, il Saggiatore, 2020
- Una vacanza romana, Milano, Rizzoli, 2021

### Saggi
- Indagine sulla crocefissione, Milano, Rusconi, 1982
- Breviario familiare: il Vangelo della domenica per tutti i giorni della settimana, Milano, Edizioni paoline, 1987
- Io credo?, Casale Monferrato, Piemme, 1995
- Vita di Gesù, Milano, Mondadori, 1999
- Simone Bariona: il pescatore di Cafarnao, Gorle, Servitium, 2007
- Inventare il mondo: teoria e pratica del racconto, Milano, Garzanti, 2009
- Eclisse del dio unico, Milano, Il Saggiatore, 2012
- Emilio Salgari, Il Grande Sogno, (Prefazione Vittorio Sarti), Milano, Edizioni ARES, 2022